# Nemzeti Szálló (Szolnok)
Nemzeti szálló avagy Grand Hotel Szolnokon, a Szapáry úton található, a környezetből jól kitűnő téglaépület. Az épületet 1895-ben épült fel Láng Adolf és Steinhardt Antal tervei alapján.

## Felépítése
Zártsorú beépítésben, utcavonalon álló, kétemeletes, belső udvaros, téglaépület. Utcai homlokzatán acélszerkezetű előtetővel, a második emeleten erkéllyel. Összesen három erkélye van, az egyik ajtaját befalazták. A folyosók boltozottak, a szobák síkfödémesek. A földszinten az utcai homlokzaton egykor éttermek, kávéházak voltak. Építész: Kocsis Lajos, kivitelező: Fodor Dániel. Belső udvarán későbbi bővítmények találhatók.

## Külső hivatkozások
- Nemzeti Szálloda – Műemlékem.hu